# Лапшин, Михаил Николаевич
Михаил Николаевич Лапшин — советский хозяйственный деятель, Герой Социалистического Труда.

## Биография
Родился в 1917 году в Екатеринославе. Член КПСС.
Участник Великой Отечественной войны
В 1946—1982 — токарь Днепропетровского автомобильного завода / завода № 586 Государственного комитета Совета Министров СССР по оборонной технике / ПО «Южный машиностроительный завод».
В 1982—1991 — мастер-наставник машиностроительного профессионально-технического училища в Днепропетровске.
Закрытым Указом Президиума Верховного Совета СССР от 17 июня 1961 года за выполнение специального задания правительства о создании образца космического корабля «Восток» и осуществление первого в мире полёта этого корабля с человеком на борту присвоено звание Героя Социалистического Труда с вручением ордена Ленина и золотой медали «Серп и Молот».
Делегат XXII съезда КПСС.
Жил в Днепропетровске.

## Награды и звания
- Герой Социалистического Труда (17.06.1961)
- Орден Ленина (17.06.1961)
- Орден Отечественной войны II степени (06.04.1985)
- Орден Трудового Красного Знамени (дважды)